# Аргуновская улица
Аргуно́вская у́лица (в 1928—1966 годах — 1-й Новооста́нкинский прое́зд) — улица в Северо-Восточном административном округе города Москвы на территории Останкинского района. Пролегает с юга на север, берёт начало от Звёздного бульвара и заканчивается примыканием к улице Академика Королёва. Нумерация домов начинается от Звёздного бульвара.

## Происхождение названия
Названа 25 марта 1966 года в честь художника И. П. Аргунова и его сыновей — Н. И. Аргунова (художника) и П. И. Аргунова (архитектора), в 1790—1798 годах участвовавших в строительстве, внутренней и внешней отделке здания Останкинского дворца, находящегося поблизости. С 18 января 1928 года называлась 1-й Новостанкинский проезд, по усадьбе Останкино.

## Здания, организации и общественные пространства
По нечётной стороне:
нечетная сторона не имеет жилых строений. Наиболее значимыми являются Дом пионеров (дом № 7) и огромное здание НИИ «Гинцветмет»(госкорпорация «Ростех») (дом № 13), занимающее все пространство между Аргуновской, Новомосковской улицами и улицей Академика Королева.
На улице появились дом № 5 корп 1 и 5 корп 2 — восьмиэтажное административное здание телекомпании НТВ и Холдинга Газпром-медиа, где в основном сосредоточены дирекции, не имеющие отношения к информационно-политическому и оперативному эфиру, а также студия новостей, вид из которой является фоном передачи. (на фото).
Между улицами Аргуновская и Новомосковская рядом с церковью Ольги Равноапостольной в Останкине располагается сквер. Его обновили в 2019 году по программе «Мой район». На территории размещены три детские площадки, установлены скамейки и проложены прогулочные дорожки.
По чётной стороне:
- № 1 — деревянный дом, относящийся к имению графа Шереметева. Снесён в начале XX века. Из места, где он находился улица берет своё начало.
- № 2 — 16-этажное здание трёхзвездочного отеля "Гостиница «Звёздная»
- № 4 — в первом этаже находится банкомат Сбербанка, 75-е отделение связи и продовольственный и хозяйственный магазины.
- № 6 корп 2 — т. н. «Номенклатурный дом» — был построен в 1983 году, квартиры были распределены большей частью среди сотрудников ЦК ВЛКСМ.
- № 6 — на здании укреплена мемориальная доска с названием улицы, поясняющей происхождение её наименование.
- Царское село — жилой квартал Цековских домов

(дома 8-15 построены по заказу ВЦСПС и квартиры в них распределены между работникам партийных органов, телевидения, машиностроения, а также учёными и деятелями искусства)
- № 10 к.1 — т. н. «Цековский дом», большинство квартир распределено между работниками ЦК ВЛКСМ и работниками ВЦСПС. Рядом с домом расположена пристройка с сетевым магазином «Фасоль», пиццерией «Додо пицца», кафе, спортивным залом и клубом досуга.
- № 12 — т. н. «Телевизионный дом» — был построен во второй половине 1970-х годов, многие творческие и технические сотрудники Гостелерадио получили квартиры, что и обусловило его название.
- № 12 корп 2 и 3 — Многопрофильная школа № 1220 (бывшая спецшкола № 52 — немецкий язык).
- № 14 — тоже «Цековский» дом; Рядом с домом расположена одна из лучших в Москве современных библиотек с выставочным и конференц залами.
- № 16, корп. 2 — «Промышленный» дом; и дом 10, корпус 2 тоже — он выглядит точно так же.
- № 18 — «Дом ученых-железнодорожников», сотрудников ВНИИЖТ: Всероссийский научно-исследовательский институт железнодорожного транспорта. Построен в 1966 году. В доме расположены круглосуточный гастрономический магазин «ПятёрочкаПлюс» и элитный цветочный салон.

## Транспорт
По улице проходит автобус 561.
Ближайшие станции метро —  ВДНХ,  Алексеевская,  Бутырская.

## Улица в произведениях литературы и искусства
Аргуновская улица неоднократно упоминается в романах Владимира Орлова из цикла «Останкинские истории» («Альтист Данилов», «Аптекарь», «Шеврикука»), действие которых происходит в Останкино.
Из-за близости Останкинского телецентра улица часто становилась местом съемок телевизионных репортажей и киножурналов, телевизионных фильмов и сериалов, в частности, ряд выпусков тележурнала «Ералаш» снималось во дворе 52-й средней школы, во дворе домов 8 и 10, в Останкинском парке. Также улица упоминается в телесериале «Кадетство» (3 сезон, 38 серия).